# 里費爾山
47°33′11″N 14°30′51″E / 47.55306°N 14.51417°E

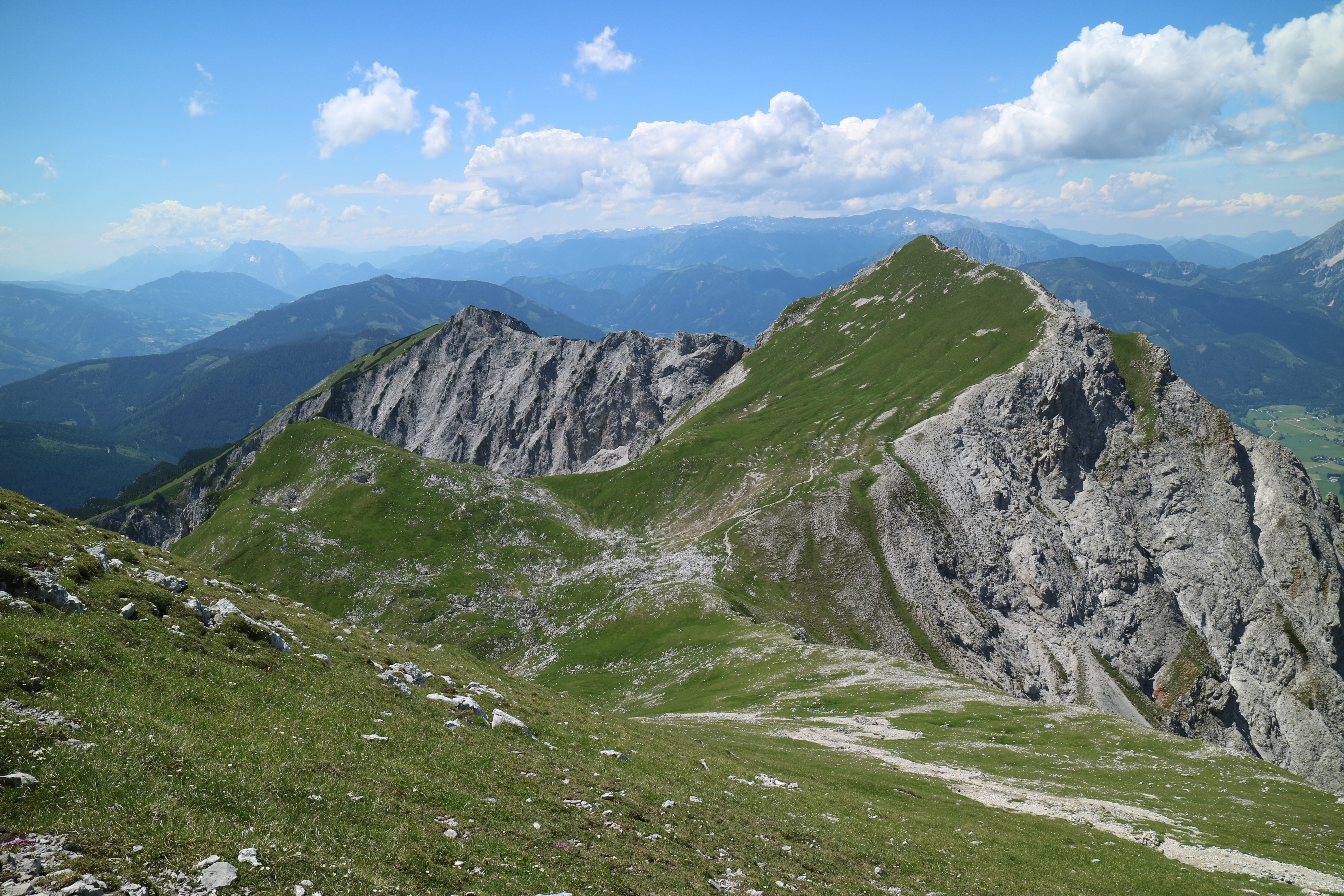

里費爾山（德語：Riffel），是奧地利的山峰，位於該國東南部，由施泰爾馬克州負責管轄，屬於恩斯塔爾阿爾卑斯山脈的一部分，距離卡爾布靈山0.7公里，海拔高度2,106米，每年平均降雨量1,513毫米。